# Ser (sânge)

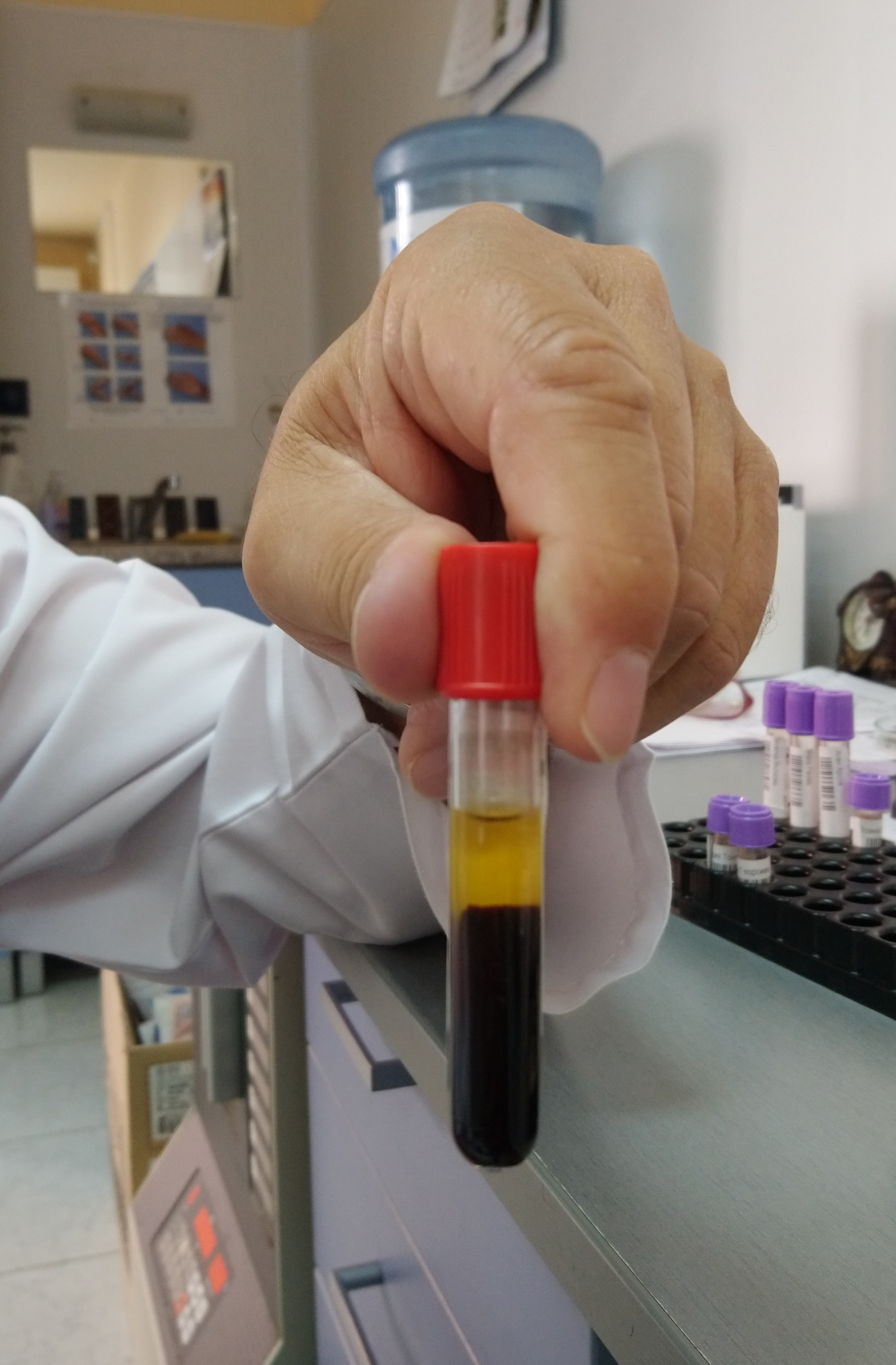
Vacutainer în care s-a produs separarea serului

Serul este componenta lichidă și mediul dizolvant al sângelui și nu joacă un rol în procesul de coagulare. Poate fi definit ca plasmă sanguină fără factorii de coagulare sau ca sânge cu toate celulele și factorii de coagulare eliminați. Serul conține toate proteinele, cu excepția factorilor de coagulare (implicați în coagularea sângelui), și include toți electroliții, anticorpii, antigenii, hormonii, și orice produse exogene (de exemplu, medicamente, microorganisme). De asemenea, serul nu conține toate elementele figurate ale sângelui, mai exact celulele sanguine, globulele albe (leucocite, limfocite), globulele roșii (eritrocite) și trombocitele.